# Глембоцько (Великопольське воєводство)
Глембоцько (пол. Głębocko) — село в Польщі, у гміні Мурована Госьліна Познанського повіту Великопольського воєводства.
Населення — 273 особи (2011).
У 1975-1998 роках село належало до Познанського воєводства.

## Демографія
Демографічна структура станом на 31 березня 2011 року:
|          | Загалом | Допрацездатний вік | Працездатний вік | Постпрацездатний вік |
| -------- | ------- | ------------------ | ---------------- | -------------------- |
| Чоловіки | 128     | 16                 | 98               | 14                   |
| Жінки    | 145     | 30                 | 89               | 26                   |
| Разом    | 273     | 46                 | 187              | 40                   |